# Туризм в Ватикане

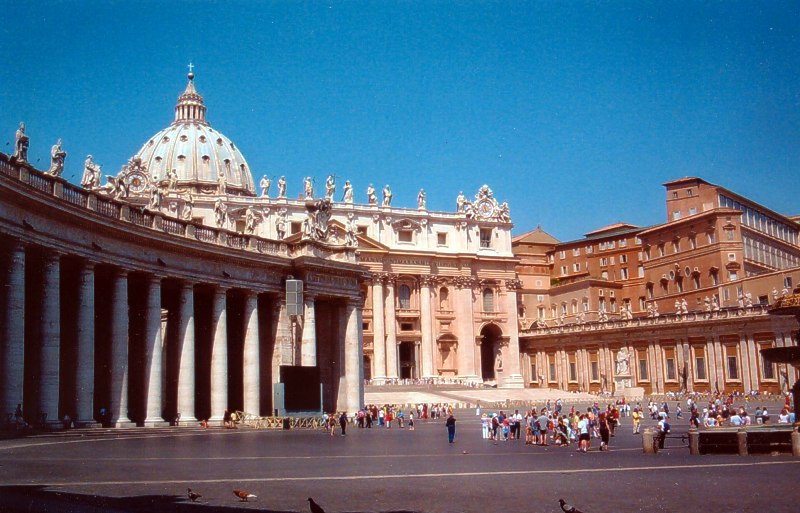
Площадь Святого Петра и Собор Святого Петра

Ватикан является очень популярным местом для туристов, основные туристические достопримечательности в Ватикане включают собор Святого Петра, площадь Святого Петра, музеи Ватикана, Сикстинскую капеллу и сады Ватикана.
Паломники чаще всего посещают Ватикан в во время религиозных праздников, таких как Рождество или Пасха, или во время важных событий, как, например, избрание папы.
Туризм является одним из основных источников доходов в экономике Ватикана. Хотя площадь Ватикана составляет всего 44 гектара, в 2007 году, например, около 4,3 миллиона человек посетили музеи Ватикана.
Наплыв туристов привлекает в Ватикан криминальные элементы, которые зачастую осуществляют карманные кражи.

## Город-государство Ватикан
Согласно Латеранским соглашениям 1929 года, Ватикан является независимым государством, население которого составляет немногим более 800 человек по состоянию на июль 2011 года. Папа Римский имеет три нераздельные функции:
- Как светский суверен в статусе монарха (с квалификацией суверенного князя);
- Как римский епископ он является главой католической церкви и её высшим правящим иерархом;
- Как суверен города-государства Ватикан (вспомогательной территории в статусе суверенного княжества).

В античности территория современного Ватикана, в то время называемая (лат. Аger Vaticanum) — болотистая местность, находилась за пределами городской черты Рима. Здесь находились виллы и сады матери императора Калигулы — Агриппины. Позже в этих садах, на склоне Ватиканского холма, Калигула приказал построить небольшой ипподром, который в дальнейшем при императоре Нероне был отреставрирован и на котором, по преданиям, был распят в 64 году н. э. Святой Пётр, похороненный затем в некрополе (в настоящее время Ватиканский некрополь), располагавшимся в то время вдоль главной дороги Ватиканума. В 326 году, после уравнивания христианства в правах с другими религиями, над предполагаемой гробницей Петра по приказу императора Константина была воздвигнута первая базилика.
Сады на территории Ватиканских холмов впервые упоминаются во времена папы Николая III (XIII век). В конце XIII века здесь выращивались медицинские растения, а также овощи и фрукты. Во времена позднего Средневековья сады постепенно утратили своё хозяйственное значение. В 1485 году папа Иннокентий VIII начинает здесь строительство Бельведера (ныне — часть Ватиканских музеев). Страстным любителем паркового хозяйства был папа Пий IV, в 1559 году по его указанию в северной части садов разбивается декоративный парк в стиле эпохи Возрождения, в центре которого строится здание казины в маньеристском стиле. В 1578 году папа Григорий XIII возводит здесь Башню Ветров, в которой разместил свою астрономическую обсерваторию. В 1607 году, благодаря дополнительному подводу воды от расположенного в 40 километрах озера Браччиано, мастера из Нидерландов создают в садах различные фонтаны, каскады и другие водные диковины. Во второй половине XVII столетия территория садов всё более используется для ботанических целей. Так, папа Климент XI высаживает здесь редкие виды субтропических растений. Начиная с 1850 года значительная часть садов была организована по образцу английского паркового искусства. В 1888 году папой Львом XIII здесь был открыт Ватиканский зоопарк.

## Сикстинская капелла

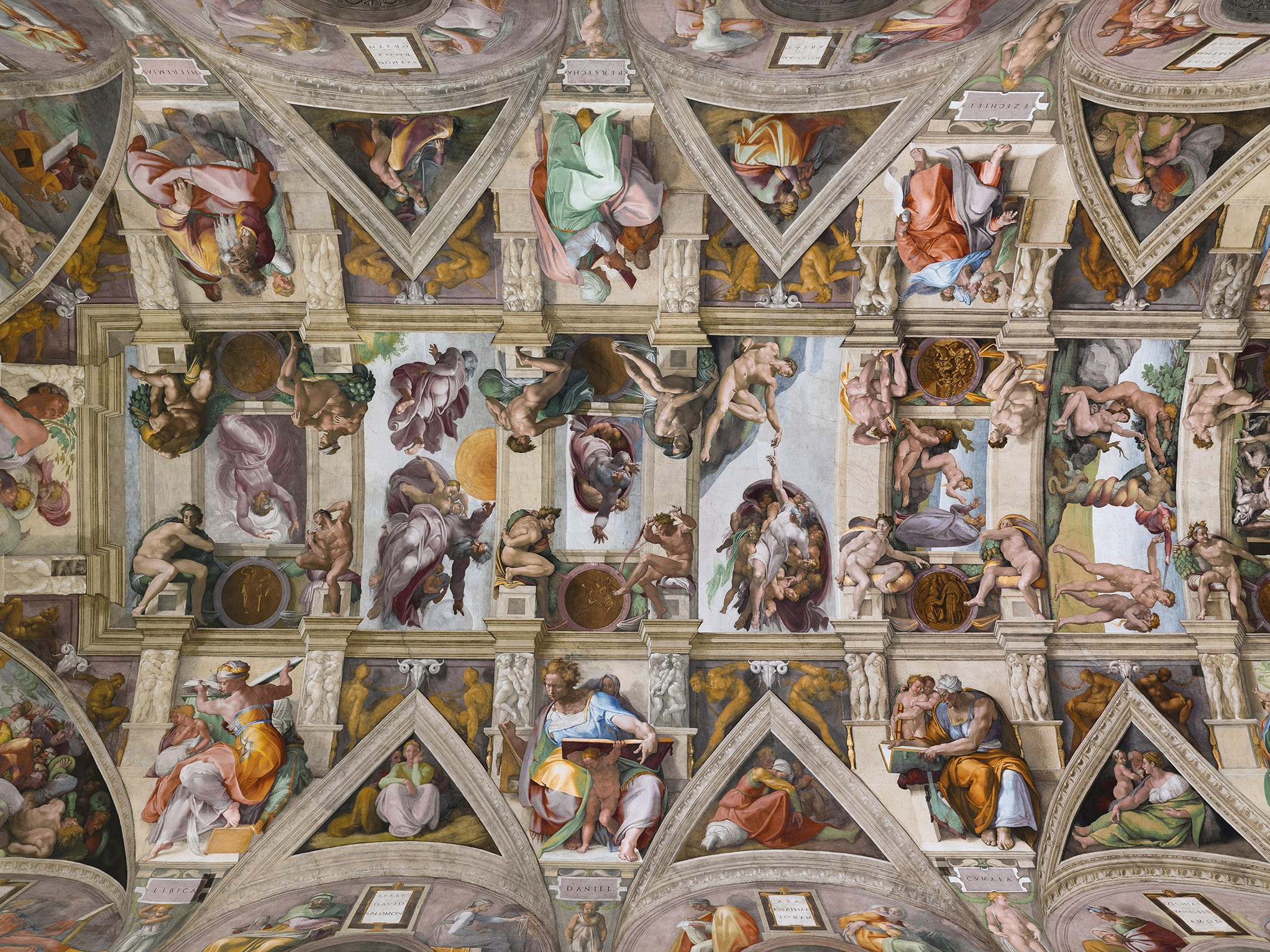
Потолок Сикстинской капеллы

Сикстинская капелла (лат. Sacellum Sixtinum; итал. Cappella Sistina) — бывшая домовая церковь, построенная в 1473—1481 годах архитектором Джордже де Дольчи, по заказу папы римского Сикста IV, откуда и произошло её название. В настоящее время Капелла является музеем, который используется также для проведения конклавов, на которых кардиналы избирают нового папу римского.
Проект Сикстинской капеллы создал архитектор Баччо Понтелли, а работы велись под руководством Джордже де Дольчи. Прямоугольное в плане помещение украшено росписями стен, выполненными в 1481—1483 годах Сандро Боттичелли, Пинтуриккьо и другими мастерами по заказу Сикста IV. В 1508—1512 годах Микеланджело расписывал свод с люнетами и распалубками, по заказу папы Юлия II. 500 лет назад, 31 октября 1512 года, Папа Юлий II отслужил торжественную вечерню в честь создания фресок на своде Сикстинской капеллы. 31 октября 2012 года, в тот же час, папа Бенедикт XVI повторил торжественную церемонию в честь пятисотлетнего юбилея капеллы.
А в 1536—1541 годах Микеланджело расписывал алтарную стену — фреска «Страшный суд», по заказу папы Павла III. С конца XV века в Капелле проходят Конклавы. Первым Конклавом, прошедшим в Капелле, был Конклав 1492 года, на котором был избран Александр VI. Капелла была освящена 15 августа 1483 года — праздник Вознесения Богоматери.